# حمید رشیدی
حمید رشیدی (زاده ۱۴ آذر ۱۳۴۰ – درگذشته ۶ اردیبهشت ۱۳۹۹)، ملقب به پدر حقوق آب کشور، حقوقدان و نویسندهٔ معاصر، نخستین فرهنگ نویس در حقوق آب و برق و نخستین دائرةالمعارف‌نویس در حقوق نیرو بود.
وی نخستین کتاب  در باب فلسفه حقوق تالاب ها را در سه جلد نگاشته، جلد سوم این کتاب در باب قواعد حقوق تالاب‌ها است که ۳۱ قاعده حقوقی را در ۳۱ فصل مورد مطالعه و کنکاش قرار داده‌است و نخستین بار قواعد فقهی و اصولی را که می‌تواند مفسر حقوق آب و تالاب باشد در دسترس خوانندگان قرار می‌دهد. حمید رشیدی ۲۵ سال در تدوین لغت‌نامه حقوقی در حال مطالعه و نگارش بود.

## درگذشت
رشیدی در ۶ اردیبهشت ۱۳۹۹ پس از سالها مبارزه با بیماری سرطان درگذشت.

## زندگی‌نامه
حمید رشیدی در محله ابوالحسن آبادان متولد شد. پس از پایان تحصیلات متوسطه از دبیرستان رازی آبادان، در سال ۱۳۶۲ به استخدام سازمان آب و برق خوزستان درآمد و به عنوان نماینده حقوقی، دعاوی سازمان را پیگیری می‌کرد. او متوجه شد که جامعه ایرانی به یک منبع واژه‌شناسی حقوقی آب و برق نیازمند است. لذا به مطالعه در این زمینه پرداخت و نخستین فرهنگ حقوقی صنعت آب و برق را پس از پژوهش و نگارش در بهار ۱۳۷۸ با همکاری سازمان آب و برق خوزستان و نشر دادگستر چاپ و منتشر نمود. این فرهنگ از سوی اداره کل فرهنگ و ارشاد اسلامی خوزستان در نخستین دوره انتخاب کتاب سال خوزستان (بهمن ۱۳۸۰)، پس از دو مرحله داوری برگزیده و اعلان شد. پس از استقبال از آن فرهنگ نامه، برای دومین بار در پاییز ۱۳۸۱ تجدید چاپ شد. پس از آن نویسنده برای پیشگیری از بحران آب که در آینده جهان را فرا خواهد گرفت تلاش نمود که کتاب «قانون توزیع عادلانه آب در آیینه حقوق ایران» را که دوره دو جلدی شرح و تفسیر حقوق آب به‌شمار می‌رود و در واقع راهنمای عملی حقوق آب است را در دسترس همگان قرار داده و راه حل‌های تازه‌ای را پیشنهاد دهد این کتاب در سال ۱۳۸۲ توسط نشر دادگستر به طبع رسید و چاپ دوم آن نیز در پاییز ۱۳۸۷ با بیش از ۱۰۰ صفحه تحت عنوان اضافات و الحاقات تجدید گردید. حمید رشیدی سپس ضمن ادامه تحصیل در رشته حقوق خصوصی در مقطع کارشناسی ارشد، طی پنج سال و به‌طور شبانه روز کتاب «فلسفه حقوق تالاب ها» را در سه جلد نگاشته و توسط نشر میزان و با حمایت سازمان آب و برق خوزستان در زمستان ۱۳۸۹ به چاپ رسانید. این کتاب مطالعه تطبیقی در حقوق داخلی و بین‌المللی و رابطه تالاب‌ ها را با آب‌های سطحی و زیرزمینی و محیط زیست مورد مطالعه قرار داده‌است. حمید رشیدی یکی از نخستین مؤلفان فلسفه حقوق آب و تالاب و محیط زیست است که به تنهایی کتاب‌های فوق را نگاشته‌است. علاقه او به حقوق آب و تأسیس دانشکده حقوق آب در ایران و حل مسائل آب کشور و بحران آینده جهان و مراقبت از محیط زیست و گونه ها، یکی از آرزوهای بلند این نویسنده ایرانی است.
حمید رشیدی یکی از پرکارترین نویسندگان معاصر بود و بزرگ‌ترین لغت‌نامه حقوقی را در دست تألیف داشت. او بیش از ۲۰۰۰۰ یادداشت و برگه برای نگاشتن این لغت‌نامه تنظیم نموده و ویرایش نمود. خود وی در این باره می‌گوید:لغت‌نامه حقوقی حاصل بیست و پنج سال مطالعه، خلاصه نویسی از کتب و منابع فراوان در رشته‌های گوناگون حقوقی است. و در صورت چاپ این اثر در واقع باید گفت که بزرگ‌ترین دائرةالمعارف حقوق ایران به‌شمار خواهد رفت(حمید رشیدی، فلسفه حقوق تالابها، ج اول، نقد حال ما، ص ص ۴۶ – ۴۷، نشر میزان، چاپ اول، ۱۳۸۹)
حمید رشیدی علاوه بر نویسندگی از سال ۱۳۷۳ تاکنون نیز پاره‌ای از دروس حقوقی و نیز حقوق آب به تدریس مشغول است. تدریس فلسفه و کلیات حقوق آب در پروژه ظرفیت سازی نیروی انسانی در بخش آب دانشگاه صنعت اب و برق کشور با همکاری UNESCO-IHE تحت عنوان Training and Capacity Building for the Water and Wastewater Sector in Iran Home - UNESCO-IHE Institute for Water Education_files برای کارشناسان ارشد آبفای کشور در تهران و با هماهنگی با استاد همتای هلندی در ظرف دو سال (دوره کوتاه مدت). همچنین تدریس حقوق آب در دانشگاه صنعت آب و برق کشور به دعوت دانشگاه و شرکت مادر تخصصی منابع آب ایران در نیمه اول سال ۱۳۹۰. (حمید رشیدی، فلسفه حقوق تالابها، ج اول، نقد حال ما، ص ص ۴۹ به بعد، نشر میزان، چاپ اول، ۱۳۸۹) 
و نیز تدریس فلسفه حقوق آب، مسئولیت مدنی کارکنان و فلسفه حریم شبکه‌های آبیاری به پرسنل شرکت بهره‌برداری از شبکه‌های آبیاری گتوند در سال ۱۳۸۷. تدریس مسئولیت مدن و کیفری کارکنان به کارکنان و پرسنل شرکت بهره‌برداری از سد و نیروگاه شبکه‌های آبیاری مارون در سال ۱۳۸۸. برگزاری سمینار آثار حقوقی عدم ارزیابی زیست‌محیطی طرح‌های منابع آب در کمیته منطقه‌ای آبیاری و زهکشی خوزستان ۲۰/۱۲/۱۳۸۶. تألیف و تدریس کلیات حقوق آب برای مدیران و کارشناسان ادارات حقوقی شرکت‌های آب منطقه‌ای کشور در مؤسسهٔ تحقیقات و آموزش مدیریت وابسته به وزارت نیرو ـ کرج در سال‌های ۱۳۸۶ و ۱۳۸۷. تدوین سرفصل جهت تدریس حقوق آب و ارائه به شرکت مدیریت منابع آب ایران و تصویب آن توسط شرکت مزبور. استاد مشاور اشرف السادات کاشانی، دانشجوی کارشناسی ارشد مدیریت مالی: پایان‌نامه بررسی و علل و نتایج فسخ و خاتمه قراردادهای طرح‌های عمرانی آب سازمان آب و برق خوزستان و همکاری با مؤسسه تحقیقات و آموزش مدیریت وابسته به وزارت نیرو۸۴ ـ ۸۵.

## آثار مکتوب و منتشرشده
- فرهنگ اصطلاحات حقوقی صنعت آب و برق (در ۸۶۴ صفحه)، با دیباچه دکتر گودرز افتخار جهرمی [۱۸][۱۹]
- قانون توزیع عادلانه آب در آیینه حقوق ایران[۲۰]
- دائرةالمعارف حقوق نیرو[۲۱]
- فلسفه حقوق تالاب‌ها دوره سه جلدی با مقدمهٔ دکتر حسین مهرپور استاد دانشکدهٔ حقوق دانشگاه شهید بهشتی
- منبع حقوق آب[۲۲]
- معرفی سایر کتب در پورتال‌های رسمی[۲۳][۲۴][۲۵][۲۶][۲۷][۲۸][۲۹]

## مقالات منتشره
- نگرشی بر حقوق صنعت آب و برق، درج در فصلنامه علمی آموزشکده صنعت آب و برق خوزستان،
- نارسایی‌های حقوقی مهندسی رودخانه در ایران[۳۰]
- اراضی حریم، درج در فصلنامه علمی آموزشکده صنعت آب و برق خوزستان، ۱۳۷۷.
- ضرورت تدوین دائرةالمعارف بزرگ حقوق ایران، درج در مجله حقوق و اجتماع سال ۱۳۷۷.